# Норберт Альблас
Норберт Альблас (нід. Norbert Alblas; нар. 12 грудня 1994, Амстелвен, Нідерланди) — нідерландський футболіст, воротар клубу «Аякс».

## Клубна кар'єра
Вихованець футбольної академії амстердамського «Аякса», в яку потрапив в 2011 році зі школи алкмарського АЗ. У 2014 році він був включений в заявку дубля на участь у чемпіонаті. Дебютував за «Йонг Аякс» в матчі Еерстедивізі проти клубу «Фортуна» (Сіттард) 16 серпня 2014 року. З сезону 2016/17 став основним воротарем дублюючої команди, а також був заявлений третім воротарем першої команди «Аякса».

## Міжнародна кар'єра
4 вересня 2014 року провів один матч у складі молодіжної збірної Нідерландів до 20 років проти збірної Чехії (0:1).